# Phyxelida bifoveata
Phyxelida bifoveata is een spinnensoort uit de familie Phyxelididae. De soort komt voor in Oost-Afrika.